# Еврейская энциклопедия

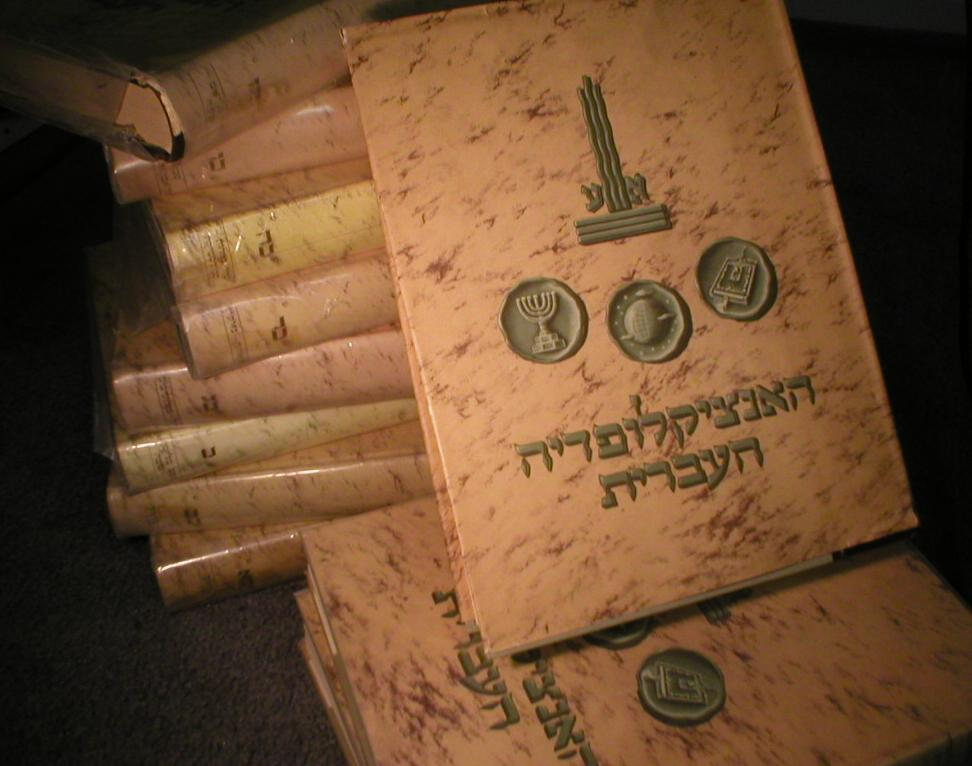
Стопка томов «Еврейской энциклопедии»

«Евре́йская энциклопе́дия» (ивр. האנצקלופדיה העברית‎, англ. Encyclopaedia Hebraica) — универсальная энциклопедия на иврите, издающаяся с 1949 года в Тель-Авиве, а затем в Иерусалиме.
Первоначально издательством «Массада» был запланирован выпуск 16-томной энциклопедии в пятилетний срок. Подготовка тома-каталога началась в 1946 году под руководством уроженца Украины Александра Пели. В дальнейшем, однако, объём издания вырос, и к 1996 году были выпущены 38 томов. К работе над энциклопедией были приглашены сотни авторов, в том числе 15 лауреатов Нобелевской премии. Первым главным редактором энциклопедии стал Иосиф Клаузнер, за ним — Бенцион Нетаньяху, Йешаяху Лейбович и Йехошуа Правер. Число подписчков Еврейской энциклопедии достигло 140 тысяч.
При Лейбовиче выпуск томов сильно замедлился, вызвав «бунт подписчиков» и шутки стендапистского трио «Бледнолицый следопыт» о «бесконечной энциклопедии». Подготовка последнего тома основного издания была завершена в 1980 году при Йехошуа Правере (хотя дополнительные тома продолжали выходить ещё полтора десятилетия). В 90-е годы вышло переиздание энциклопедии в издательстве «Сифрият Поалим» под редакцией Давида Шахама. В 1997 году права на энциклопедию приобрело издательство «Шокен», готовящее новое издание.